# BootX (Apple)
BootX is de standaard bootloader die op Macs gebruikt wordt op het PowerPC-platform om het besturingssysteem Mac OS X op te starten. Het is ontwikkeld door Apple Inc.. BootX wordt gebruikt om alle apparaatstuurprogramma's te laden en vervolgens Mac OS X op te starten. Deze bootloader wordt gebruikt sinds versie Mac OS X 10.2.

## Opstartproces
Bij PowerPC-gebaseerde Macintosh-computers start het opstartproces met de activatie van BootROM, de standaard Macintosh-ROM, die een power-on self-test uitvoert om de hardware te testen die essentieel is om op te starten. Na deze test wordt het opstartgeluid afgespeeld en de controle van de computer wordt doorgegeven aan Open Firmware. Open Firmware initialiseert het RAM, Memory Management Unit en de hardware die nodig is voor het functioneren van de ROM. OpenFirmware controleert dan de instellingen opgeslagen in het NVRAM, en bouwt een lijst op van alle apparaten in een boomstructuur door de FCode-informatie op te vragen.
Na de voltooiing van deze taak neemt BootX het opstartproces over door het configureren van het toetsenbord en het scherm, het reserveren van geheugen voor verschillende doeleinden en het controleren om te zien of de verschillende toetscombinaties worden ingedrukt. Nadat dit proces is voltooid toont BootX het grijs Apple-logo, de ronddraaiende cursor (bezig) en start de kernel en enkele modules.